# Dẽ giun lớn
Gallinago nemoricola là một loài chim trong họ Scolopacidae.